# Касациони суд Краљевине Југославије
Касациони суд Краљевине Југославије је био највиши и врховни суд у Краљевини Југославији.

## Делокруг
Према Видовданском уставу (1921) био је прописан један Касациони суд са седиштем у Загребу. Међутим, законом је до уређења једног Касационог суда било предвиђено да се дотадашњи Касациони суд у Београду, Одељење Б Касационог суда у Новом Саду, Сто седморице у Загребу, Одељење Б Стола седморице у Загребу, Врховни суд у Сарајеву и Велики суд у Подгорици сматрају за одељења Касационог суда.
Касациони суд је вршио судску власт у последњем степену у грађанским парничним и ванпарничним, као и у грађанским и војним кривичним предметима. Вршио је и друге послове који би му се доделили законом.
Касациони суд је по представци министра правде давао своје мишљење у погледу издавања нових или у погледу измене и допуне већ постојећих закона правосудне струке. Могао је и из властите побуде да изнесе у томе правцу предлоге министру правде.
Такође, судија није могао бити лишен свога звања нити уклоњен са дужности против своје воље без пресуде редовних судова или дисциплинарне пресуде Касационог суда. Судија је могао бити у служби до навршетка 70 година свога живота, а пре тога рока се могао ставити у пензију само по писменој молби или кад би телесно или душевно тако ослабио да није могао вршити своју дужност. Одлуку о пензионисању тада је доносио Касациони суд.

## Састав
Касациони суд је имао једног председника и два потпредседника, шездесет судија и потребан број судијских помоћника, административног особља и служитеља.
Председнике и потпредседнике Касационог суда је постављао краљ на предлог министра правде, а по саслушању председника Министарског савета, из реда судија Касационог суда. Председник Касационог суда је управљао судом и водио надзор над судским особљем. У случају одсуства или спречености замењивао га је први потпредседник, а ако је он био спречен, други потпредседник. Судијске помоћнике и административно особље постављао је министар правде, а званичнике и служитеље председник Касационог суда.
Касациони суд се делио у Грађанско и Кривично одељење. На челу сваког одељења стајао је председник односно први потпредседник Касационог суда. Свако одељење делило се у већа у којима је председавао председник односно потпредседник Касационог суда или најстарији по рангу судија. Осим тога постојало је и Персонално веће и Одсек за евиденцију. Касациони суд је вршио судску власт, по правилу, у већима од пет судија уколико закон није другачије наређивао.
Од 1929. при Касационом суду налазио се Државни суд за заштиту државе.
Пуну седницу Касационог суда за за кривичне предмете је чинило једанаест судија из Кривичног одељења, а за грађанске предмете исти број судија из Грађанског одељења. У тај број је улазио и председник одељења односно заменик. Пуна седница је: решавала сукобе о надлежности између управне, грађанске или војне власти, и судске власти, као и сукобе о надлежности између управних и редовних судова; давала мишљење законодавне природе; доносила одлуке о правним питањима која су нижи судови правоснажно решили на разнолик начин или погрешно, ако је врховни државни тужилац, сам или по наредби министра правде, захтевао да се ради тога одржи Пуна седница у грађанско-правним предметима.
Општа седница Касационог суда је могла бити редовна и ванредна. Редовна се састојала од 21 судије укључујући и председника Касационог суда и његовог заменика. Судије за редовну Општу седницу су се бирале коцком на крају сваке године за наредну годину. Ванредну Општу седницу су састављале све судије Касационог суда, а најмање половина. Редовна Општа седница је: давала мишљења при постављању председника окружних и трговачких судова, председника, потпредседника и судија апелационих судова и судија Касационог суда; доносила одлуке по свима предметима који су се тицали унутрашњег пословања Касационог суда, уколико је председник нашао за важно да тај предмет изнесе пред редовну Општу седницу. Ванредна Општа седница је решавала о предметима особите важности за које би председник са потпредседницима и председницима већа одлучио да их расправи ванредна Општа седница.
Персонално веће Касационог суда се састојало од председника или његовог заменика и 6 судија који су се бирали коцком. Персонално веће је: предлагало министру правде о броју судијских помоћника за Касациони суд; одлучивало о личним приликама целокупног особља Касационог суда уколико би председник нашао да их је због важности требало изнети пред ово веће. У циљу постизања што веће једнообразности суђења постојао је и Одсек за евиденцију на чијем челу је стајао судија или секретар кога је одређивао председник. Одсек је водио збирку важних одлука и начелних одлука уређених по деловима, главама, одсецима и параграфима појединих закона и уредаба.